# Ogiva van Mesen
Ogiva van Vlaanderen (ca. 1070 - 1141) bekleedde als derde de positie van abdis in de abdij van Mesen, een abdij van de benedictijnen gelegen in het graafschap Vlaanderen. Zij was de dochter van Robrecht I van Vlaanderen en Geertruida van Saksen. De oorsprong van de abdij gaat terug tot de stichting ervan door Ogiva's grootmoeder, Adela van Mesen.

## Biografie en religieus leven

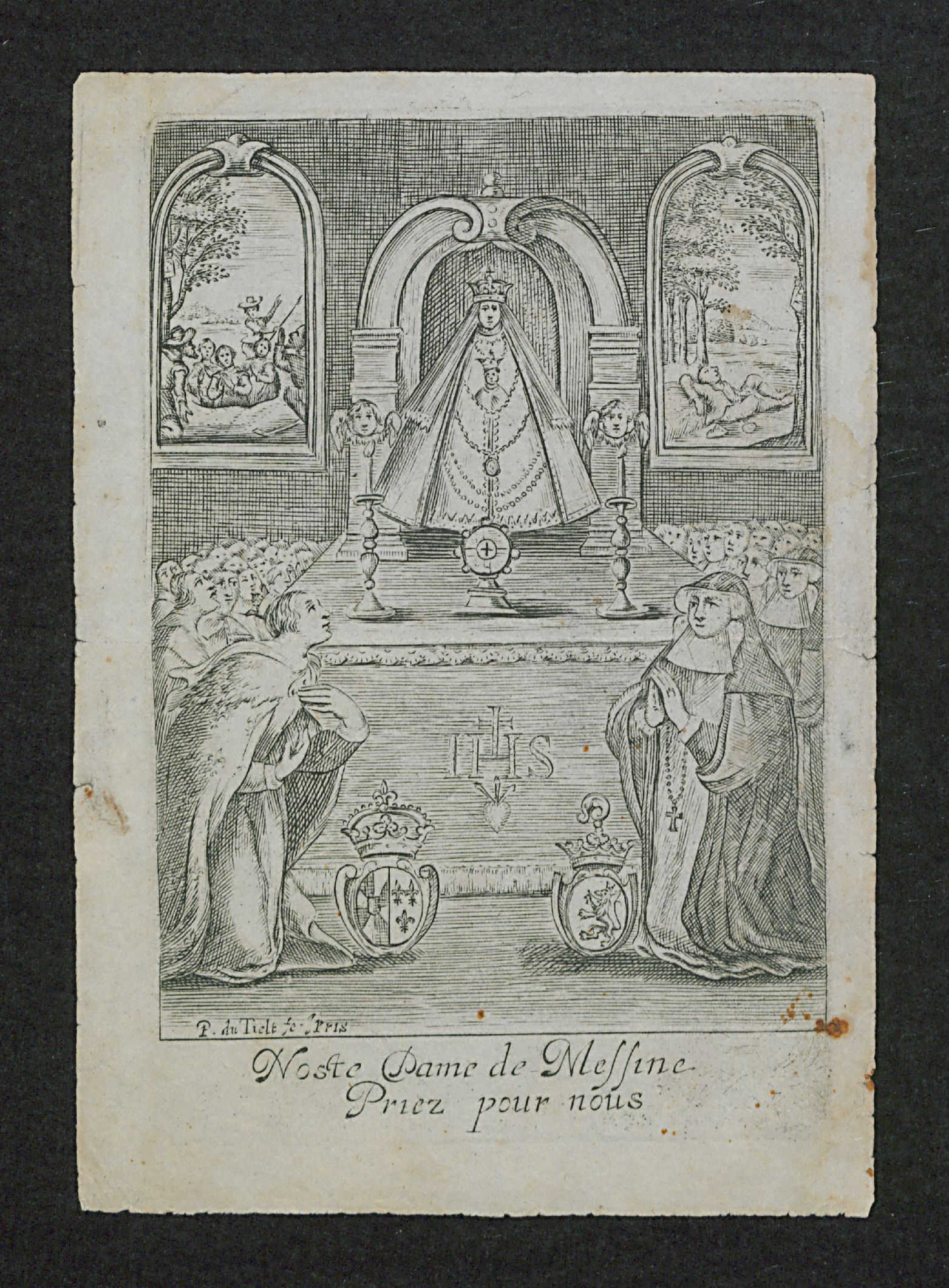
Pierre du Tielt, Onze-Lieve-Vrouw van Mesen, 1604. Gravure, 14,1 × 9,4 cm

Gedurende het einde van de elfde eeuw vervulde Ogiva eerst de rol van non, maar zij werd in 1101 door haar vader, Robrecht I de Fries, aangesteld als abdis. Deze benoeming vond plaats omstreeks het begin van de twaalfde eeuw, toen haar vader zich wenste te verbinden met Vlaamse instellingen. Robrecht I de Fries werd namelijk niet volledig gesteund door zijn familie. Na het overlijden van haar echtgenoot, Boudewijn V, steunde Adela van Mesen openlijk haar kleinzoon Arnulf III en dus niet Robrecht I in zijn aanspraken op de Vlaamse gronden.
In 1127 was Ogiva er getuige van hoe de abdij en de hele stad Mesen afbrandden. Dit was het gevolg van een conflict tussen Willem van Loo en Willem Clito van Normandië, die vochten om Vlaanderen na de dood van Karel de Goede. Ogiva's vader gaf haar het recht om de tol te innen die geheven werd bij de rivier Douve, die ze vervolgens verdeelde onder haar nonnen en priesters.

## Machtspositie en privileges van de abdis
De abdissen van Mesen werden verkozen door de vorst, waarbij geen tussenkomst van de kerk noodzakelijk was. Door de titel van vrouwe en gravin van Mesen die elke abdis van Mesen kreeg, beschikten ze over een aanzienlijke autonomie.  Daarnaast bezat de abdis het voorrecht van bisschoppelijke waardigheid, wat impliceert dat zij slechts gehoorzaamheid verschuldigd was aan de bisschop.

## Opdracht van de Paus
In 1107 ontving Ogiva een brief van paus Paschalis II, waarvan de inhoud was vastgesteld tijdens de synode van Troyes. In deze correspondentie deelde de paus Ogiva mede dat de reden waarom haar familie de eigenaar werd van de abdij van Mesen, voortkwam uit zijn hoop dat dit zou bijdragen aan de verspreiding van de monastieke regel. Hij uitte echter zijn berisping, waarbij hij constateerde dat Ogiva naar zijn mening onvoldoende inspanningen leverde in dat opzicht. Paschalis II legde haar de verantwoordelijkheid op om de vrouwen in de abdij te scheiden van de priesters, en om alle mannen, behalve diegenen die gewijd waren, de toegang tot het klooster te ontzeggen. Daarnaast instrueerde de paus Ogiva dat de nonnen geen aardse bezittingen mochten hebben en dat zij als abdis verantwoordelijk was voor het voorzien in hun basisbehoeften. De brief benadrukte dus de ascetische levenswijze die van de nonnen werd verwacht, waarbij materiële eigendommen werden afgewezen en Ogiva diende te zorgen voor de spirituele en fysieke behoeften van de kloosterlingen onder haar toezicht.